# La pioggia deve cadere
La pioggia deve cadere è la raccolta di racconti con il quale lo scrittore olandese Michel Faber ha esordito nella letteratura. Il volume si compone di 15 racconti.

## Edizioni
- Michel Faber, La pioggia deve cadere, traduzione di Adelaide Cioni e Tiziana Lo Porto, Stile libero, Einaudi, 2008,  p. 269, ISBN 978-88-06-17555-9.
- Michel Faber, La pioggia deve cadere, traduzione di Adelaide Cioni e Tiziana Lo Porto, Bompiani, Milano 2016 ISBN 978-88-452-8231-7